# Габонская крошечная мартышка
Габонская крошечная мартышка (лат. Miopithecus ogouensis) — вид обезьян семейства мартышковых отряда приматов, один из двух видов рода Крошечные мартышки.

## Описание
Выражен половой диморфизм: средняя масса самцов составляет 1380 граммов, средняя масса самок 1120 граммов. Длина тела в среднем около 40 см, длина хвоста 52,5 см.
В отличие от ангольской крошечной мартышки (Miopithecus talapoin), уши и мордочка представителей этого вида не чёрные, а телесного цвета.

## Распространение
Встречается в прибрежных лесах в Камеруне, Экваториальной Гвинее, Габоне, Центрально-Африканской Республике, на западе Республики Конго и на севере Анголы (в Кабинде).

## Поведение
Представители вида населяют экваториальные прибрежные леса и болота. Не отходит от береговой линии рек более чем на 500 метров. Способны плавать и нырять. Пищу добывают на земле. В рационе преимущественно фрукты (около 80 % рациона). Иногда едят жуков, гусениц и пауков.